# 165년

## 연호
- 후한(後漢) 연희(延熹) 8년

## 기년
- 후한(後漢) 환제(桓帝) 19년
- 신라(新羅) 아달라 이사금(阿達羅泥師今) 12년
- 고구려(高句麗) 차대왕(次大王) 20년 / 신대왕(新大王) 원년
- 백제(百濟) 개루왕(蓋婁王) 38년

## 사건
- 신라의 아찬 길선이 모반을 일으키다 발각, 백제로 피하다.
- 아달라 이사금이 백제 개루왕에게 길선의 신변을 요청했으나 개루왕이 거절, 양국의 평화가 깨어지다.
- 아달라가 백제 원정에 나서나 식량 부족으로 퇴각하다.
- 차대왕이 연나부의 명림답부에게 살해되다.
- 국상 명림답부, 그의 동생 백고를 신대왕으로 옹립함.

그의 나이는 77세.

## 탄생
•중국 삼국시대의 장수 장비
- 로마 제국 22대 황제 마크리누스

## 사망
- 고구려(高句麗) 6대 국왕(國王) 태조대왕(太祖大王)
- 고구려(高句麗) 7대 국왕(國旺) 차대왕(次大王)

## 참고 문헌
- 김부식 (1145), 《삼국사기》 〈권2〉 아달라 이사금 조(條)